# Alsócsalogány
Alsócsalogány (szlovénül Dolnji Slaveči, vendül Dolenji Slaveči, vagy Spoudnji Slaveči, németül: Unter Slabitsch) falu a Muravidéken, Szlovéniában. Közigazgatásilag Felsőlendva községhez (Občina Grad) tartozik.

## Fekvése
Muraszombattól északnyugatra található, szórt dombvidéki település, lakóinak száma 416 fő, egyházilag Vízlendva része. Szomszéd települése Felsőcsalogány (Gornji Slaveči).

## Története
Első írásos említése 1365-ben Felsőcsalogánnyal együtt történt abban az oklevélben, melyben Felsőlendva várát a hozzátartozó 73 faluval I. Lajos magyar király elcseréli Széchy Miklóssal Éleskő és Miskolc uradalmáért, valamint a Szent Péter és Pál apostolok tiszteletére létesült tapolcai apátság kegyuraságáért. Akkor "Alsozaloucha" néven szerepelt, s a felsőlendvai uradalom része volt. Egy évvel később 1366-ban "Alsozaloucha in dystrictu Waralyakurniky" néven említik. 1387-ben Dobra várának tartozékai között sorolják fel. 1499-ben "Alsozalocha" a neve. 1685-ben Széchy Katalinnal kötött házassága révén Nádasdy Ferenc birtoka lett. 1698-ban a győri egyházmegye vizitációs jegyzőkönyvében "Alsó Szlavecsa" a felsőlendvai plébániához tartozik. A 19. századig a Nádasdy család birtoka volt.
Vályi András szerint " SZLAVECZA. Alsó, és Felső Szlavecza. Két falu Vas Várm. földes Urok Gr. Nádasdy Uraság, lakosaik többfélék, fekszenek Szent Györgynek szomszédságában, mellynek filiáji; földgyeik meglehetősek."
Fényes Elek szerint " Alsó-Szlavecsa, vindus falu, Vas vmegyében, szinte a f.-lendvai uradalomban, sovány köves hegyes vidéken. Ut. p. Radkersburg 1 1/2 óra."
Vas vármegye monográfiája szerint " Alsó-Csalogány, vend község, 133 házzal és 707 r. kath. és ág e. lakossal. Postája Felső-Lendva, távírója Muraszombat. Földesura a Nádasdy-család volt."
1890-ig "Alsószlavecsa" néven szerepelt a térképeken, azután magyarosították "Csalogány"-ra a nevét, a szomszédos Felsőcsalogánnyal együtt, amit a vend "slaviček" azaz csalogány szóból vezettek le, szlovén oldalról viszont helytelennek ítélik ezt a megállapítást. Többen úgy vélik, hogy a slaveči névalak a szláv elnevezésre vezethető inkább vissza, itt jelenesetben a településeket lakó délszláv szlovénokról van szó. 1890-ben már Alsócsalogány néven 707 lakosából 657 szlovén és 50 német volt. 1898-ban 707 lakója volt, amelyek nagy része katolikus, kisebbrészt evangélikus vallásúak voltak. 1919-ben 793 lakója szinte mind szlovén volt. A 19. századig a Nádasdy-család birtokolta. A trianoni békeszerződésig Vas vármegye Muraszombati járásához tartozott.
Az első világháború után először a de facto Vendvidéki Köztársaság, majd a Szerb–Horvát–Szlovén Királysághoz csatolták, ami 1929-től Jugoszlávia nevet vette fel. 1921–ben 820 lakosa volt, ebből 813 szlovén, 6 német és egy egyéb nemzetiségű. 522 katolikus és 298 evangélikus vallású volt. 1931-ben 812 lakosa volt. 1941-ben átmeneti időre ismét Magyarországhoz tartozott, 1945 után visszakerült jugoszláv fennhatóság alá. 1961-ben 668 lakost számláltak a településen. 1971-ben 647 lakosa, 142 háza és 140 háztartása volt. 1991 óta a független Szlovénia része. 2002-ben 416 lakosa volt.

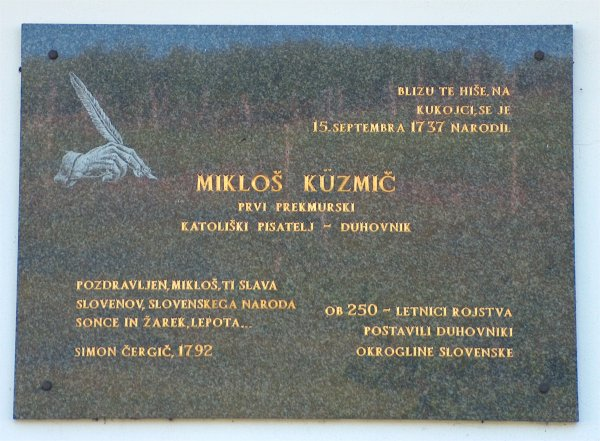
Küzmics Miklós emléktáblája Alsócsalogányban

## Híres emberek
A faluban született Küzmics Miklós, aki 1780-ban lefordította a négy evangéliumot vend nyelvre, ezzel megalapozta a magyarországi szlovének nyelvjárásának sztenderdjét. Ugyancsak itt született Küzmics György a történelmi őrségi kerület esperese és Anton Vratuša szlovén politikus.